# Pedro Pedrucci
Pedro Pedrucci, vollständiger Name Pedro Catalino Pedrucci Valerio, (* 30. September 1961 in Montevideo) ist ein ehemaliger uruguayischer Fußballspieler.

## Karriere

### Vereine
Der 1,80 Meter große Mittelfeldakteur Pedrucci gehörte zu Beginn seiner Karriere von 1979 bis 1982 der Mannschaft des Club Atlético Progreso an. 1983 stand er in Reihen Nacional Montevideos. In jenem Jahr wurden die „Bolsos“ genannten Montevideaner Uruguayischer Meister. In der Saison 1984/85 absolvierte er für den französischen Verein Stade Laval 30 Ligaspiele und schoss vier Tore. Während der Spielzeit 1985/86 kam er noch fünfmal in deren B-Mannschaft zum Einsatz und traf zweimal ins gegnerische Tor. 1987 spielte er wieder für Progreso. Im Folgejahr war er bei Deportivo Quito in Ecuador und bei Defensor Sporting in Montevideo aktiv. Von 1989 bis 1990 war erneut Progreso sein Arbeitgeber. 1989 gewann er mit dem Klub dessen erste und bislang einzige Landesmeisterschaft in der Vereinsgeschichte. In den beiden Spielzeiten 1990/91 und 1991/92 bestritt er insgesamt 40 Ligapartien für Toshiba Kawasaki. Dabei erzielte er 14 Treffer. Nach einer Zwischenstation im Jahr 1992 bei Club Atlético Peñarol, kehrte er für die Jahre 1993 bis 1995 zu den Japanern zurück. Von 1996 bis 1997 folgte ein Engagement beim Club Atlético Rentistas. 1998 wird er als Spieler bei Villa Española und im darauffolgenden Jahr abermals bei Progreso geführt. Im Jahr 2000 ging er seinem Beruf als Profifußballspieler bei River Plate Montevideo nach. Dem schloss sich eine Karrierestation bei Liverpool Montevideo von 2001 bis 2002 an. Als letzter Verein im Rahmen seiner sportlichen Laufbahn wird 2003 zum wiederholten Mal Rentistas geführt.

### Nationalmannschaft
Pedrucci wurde 1981 mit der uruguayischen U-20-Auswahl auch Südamerikameister an der Seite von Spielern wie José Batista, Santiago Ostolaza, Jorge da Silva und Enzo Francescoli. Im Verlaufe des Turniers wurde er von Trainer Aníbal Gutiérrez Ponce dreimal (kein Tor) eingesetzt.
Anschließend gehörte er auch der uruguayischen A-Nationalmannschaft an. Insgesamt absolvierte er am 2. Februar 1990 gegen Kolumbien und zwei Tage später gegen Costa Rica zwei Länderspiele im Rahmen des Marlboro Cup und schoss dabei ein Tor.

## Erfolge
- U-20-Südamerikameister: 1981
- Uruguayischer Meister: 1983, 1989